# Juno Peaks
Juno Peaks är en bergstopp i Antarktis. Den ligger i Västantarktis. Argentina, Chile och Storbritannien gör anspråk på området. Toppen på Juno Peaks är 402 meter över havet.
Terrängen runt Juno Peaks är lite kuperad. Trakten är obefolkad. Det finns inga samhällen i närheten.